# Palacio de Cheddar
El Palacio de Cheddar se estableció en el siglo IX, en Cheddar, Somerset, Inglaterra. Fue un pabellón de caza real en los períodos anglosajón y medieval y fue sede del Witenagemot en el siglo X.
Cerca se encuentran las ruinas de la Capilla de San Columbano del siglo XIV. También se han descubierto artefactos romanos y un entierro. El sitio del palacio ahora está marcado por losas de concreto dentro de los terrenos de la Academia The Kings of Wessex . 

## Historia

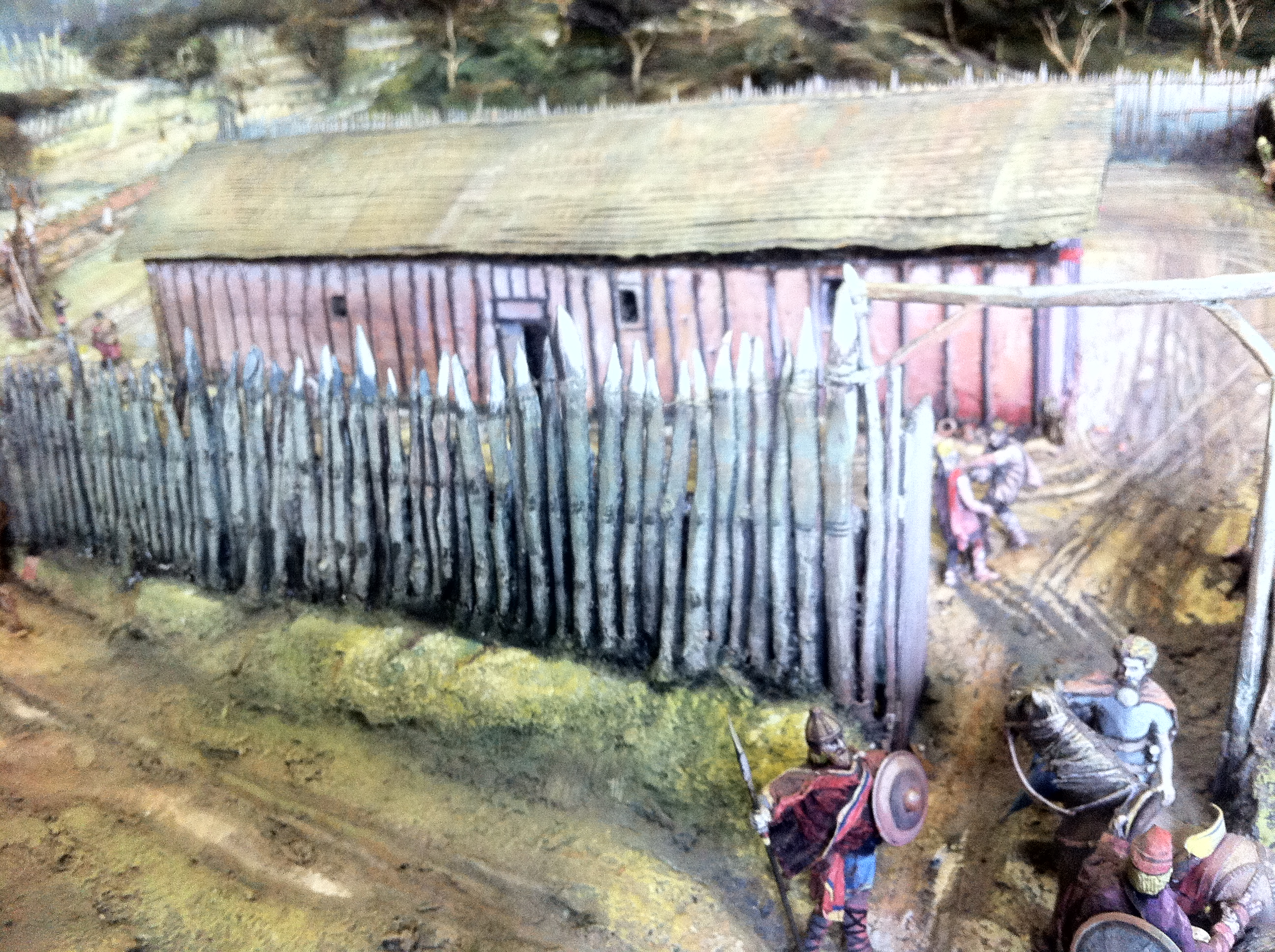
Reconstrucción del palacio sajón en Cheddar

Se construyó un "gran salón" de madera durante el reinado del rey Alfredo el Grande (fallecido en 899) y la "comunidad de Cheddar" recibieron una mención especial en su testamento. En este momento el edificio sirvió como catedral. Fue reconstruida hacia el año 930 y se le añadió una capilla y otros edificios, convirtiéndose en un pabellón de caza real.
Durante el período sajón, se usó en tres ocasiones en el siglo X. siglo para albergar el Witenagemot, una asamblea de figuras poderosas, en 941, 956 y 968, probablemente para Æthelstan y Edgar el Pacífico.  Hay constancia documental de que Enrique I visitó el palacio en 1121 y 1130 y Enrique II en 1158. Varias expansiones del sitio tuvieron lugar entre las épocas sajona y medieval.
Los fragmentos de cerámica Ham Green encontrados en el sitio datan de 1200-1220.
En 1230 el sitio fue cedido al Decano y Cabildo de la Catedral de Wells. En 1548, cuando William Barlow era obispo de Bath and Wells, fue vendido a Eduardo VI.
Los restos fueron excavados durante la construcción de la escuela, pero desde entonces se han vuelto a enterrar. El trazado está señalizado con zócalos de hormigón.

## Capilla de San Columbano
Junto al sitio se encuentran las ruinas de una capilla del siglo XIV dedicada a San Columbano. Se encuentra en un sitio originalmente construido en el siglo X y ampliada en el XI. En el siglo XVII se convirtió en una vivienda privada que sobrevivió hasta 1910.
El edificio era de planta octogonal. Los muros de los extremos permanecen en pie y están sostenidos por contrafuertes de esquina diagonales; sin embargo, los muros norte y sur ahora miden solo aproximadamente 1 metro (1,1 yd) de alto.

## Restos romanos

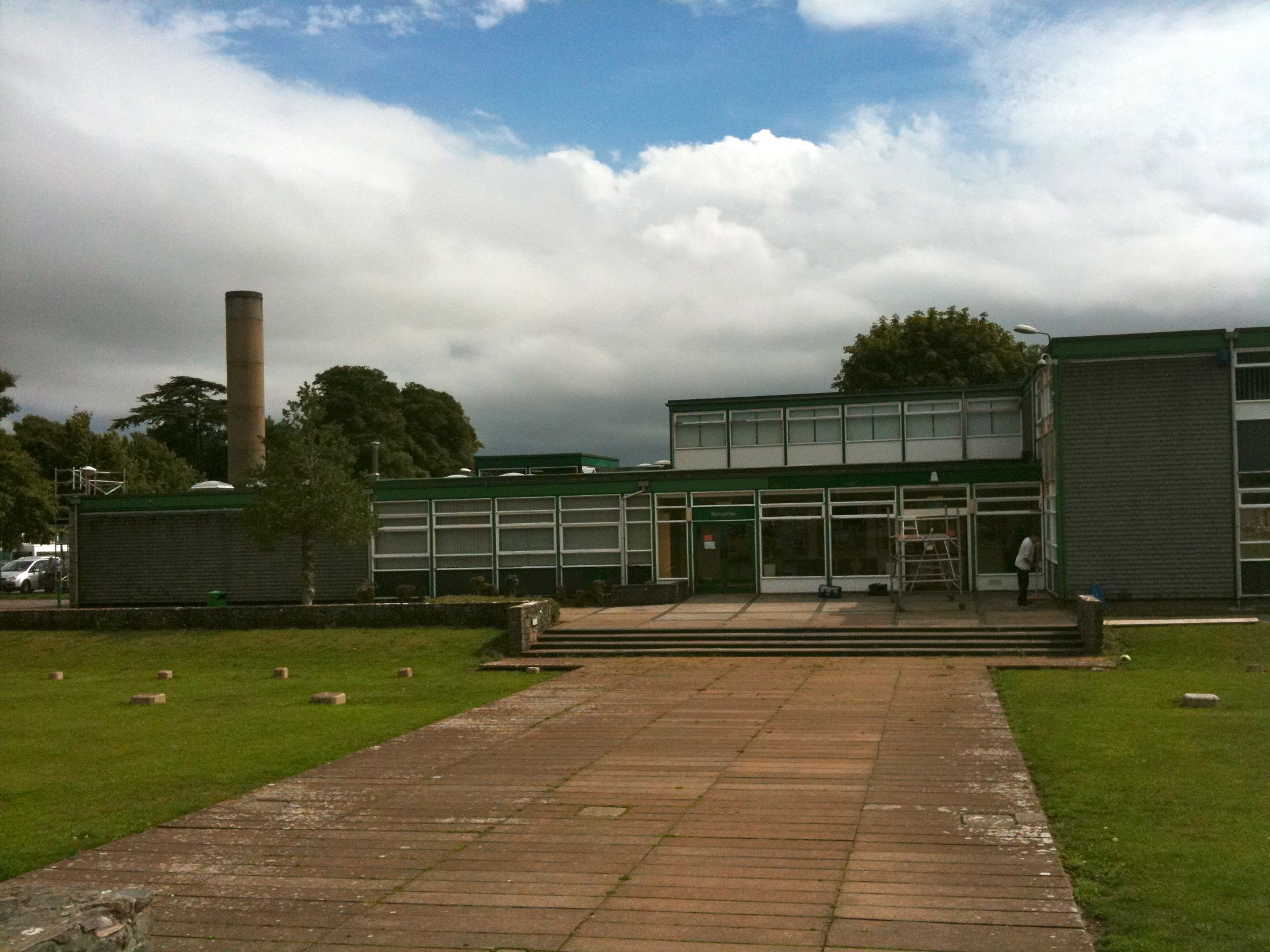
Zócalos de hormigón frente a la Academia Kings of Wessex marcan la ubicación del palacio sajón

En enero de 2006, durante la construcción de un nuevo bloque de idiomas en la escuela, se descubrió una tumba que se cree que era romana. La tumba contenía el esqueleto de un hombre, que se cree que tiene alrededor de 50 años y es pagano más que cristiano debido a la orientación norte-sur de la tumba.>
También se han encontrado varios artefactos romanos, incluidos yeso de pared y teselas, que datan del siglo I al IV. Se ha sugerido que esto puede estar relacionado con el asentamiento de Iscalis, cuya ubicación se desconoce.